# Ophiorrhiza borii
Ophiorrhiza borii är en måreväxtart som beskrevs av Debendra Bijoy Deb och Durga Charan Mondal. Ophiorrhiza borii ingår i släktet Ophiorrhiza och familjen måreväxter. Inga underarter finns listade i Catalogue of Life.